# Aesop's Theather
Aesop's Theather (Isobgeugjang, na Coreia do Sul, Teatro das Fábulas, no Brasil e O Teatro de Esopo, em Portugal) é uma série  de animação computadorizada sul-coreana criada em 2007. A série foi produzida pela empresa Kyowon e distribuída mundialmente pela licenciadora britânica Cake Distribution.
No Brasil a série começou a ser exibida pela Playhouse Disney em canal fechado. Mais tarde foi adquirida pela TV Escola para exibição na sua programação infantil juntamente de outras animações como As Aventuras do Príncipe I-Kooo e Pergunte a Lara. Depois de um tempo também foi reprisada pela TV Brasil. Atualmente vai ao ar no canal Zoomoo.
Em Portugal a série foi exibida na RTP2 dentro do bloco infantojuvenil Zig Zag.

## Enredo
Esopo é um jovem lobo escritor que é dono de um teatro ambulante, o conhecido "Teatro das Fábulas". Ele é o responsável por escrever todas suas peças acompanhado de sua parceira a raposa Presy além de seus amigos como o coelho Libbit e um grupo de porquinhos que o ajudam a atuarem nas peças. Cada episódio é sempre protagonizado por um dos personagens (exceto Presy) que passam por situações e problemas de forma similar as peças que são apresentadas aprendendo uma lição no final. No final de cada episódio Presy sempre reflete essas lições em base do que aconteceu no episódio com os personagens e na peça.

## Personagens
- Esopo (Aesop, no inglês/이솝/Isob, em sul-coreano) - É o lobo líder do Teatro das Fábulas, escritor e principal ator das peças. Ele caracteriza-se como um lobo bom, embora que as vezes se irrite facilmente com Libbit e os porquinhos chegando a tomar decisões precipitadas. Apesar de ser considerado o mais velho e sábio do bando, muitas vezes ele se precipita e comete erros sempre aprendendo a lidar com a ajuda de Presy. Ele usa um par de óculos no meio do focinho e um lápis na orelha. Seu nome é uma referência ao mitológico escritor grego Esopo. Dublador: Yuri Chesman
- Presy (프리시/Peulisi, em sul-coreano) - É uma raposa amiga e assistente de Esopo que serve de narradora das peças. Ela é uma filosofa, sempre explicando as morais das histórias além dos ocorridos nos episódios. Ao contrário de Esopo tende a ter uma personalidade mais calma e gentil, sendo a responsável por manter a ordem no teatro mesmo com os problemas que Esopo, Libbit e os porquinhos cometem. Diferente dos demais personagens ela não atua nas peças.
- Libbit (라이빗/Laibis, em sul-coreano) - É um jovem coelho que trabalha como ator do Teatro das Fábulas. Ele entrou na equipe com o intuito de se tornar famoso, além de se auto-considerar um leão em sua encarnação anterior. É arrogante e metido, muitas vezes implica com Esopo e tem ambição de querer somente os melhores papéis Mesmo com seu temperamento impulsivo e egoísta ele sempre se readmite e aprende a lição por seus erros. Ele é um grande amigo dos porquinhos. Dublador: Daniel Figueira
- Porquinhos - São um grupo de porcos atores do Teatro das Fábulas. São no total 5 e seus nomes são: Bogart, Goddard, Elvis, Milala e Audrey. Conheceram Esopo enquanto procuravam comida sendo acolhidos por Presy para dormirem com eles embora Esopo a princípio não tenha gostado deles, só tendo virado amigo deles ao ser salvo de ser atingido por um raio. Cada um possui uma personalidade diferente e chegam a brigarem entre si, mas sempre aprendem o certo no final.

### Secundários
- Topeira - É a mensageira do bosque que muitas vezes aparece entregando mensagens ao Esopo sobre o que o público achou das peças. Ao que parece ela é mensageira do Rei Leão.
- Rei Leão - O rei de todo o bosque muitas vezes mencionado, mas nunca visto. Em um dos episódios ele tenta manipular o Teatro das Fábulas transformando-o em um circo porém Esopo consegue salvá-lo depois.
- Guaxinim - Um dos moradores do bosque. É ranzinza e muitas vezes reclama de coisas direto do teatro, mas não é um personagem muito importante.
- Ganços - São os animais responsáveis por conduzirem o Teatro das Fábulas. Em um episódio eles são destaque ao Esopo pensar que eles botam ovos de ouro e tentar pegá-los similar a uma história criada por ele.
- Bode Negro - É o rival de Esopo líder de seu próprio teatro. Ele só foi visto em um episódio onde faz uma disputa contra o Teatro das Fábulas usando seus cúmplices, mas fora isso ele já foi mencionado em outros episódios.